# Visse-indlandsklit
Visse-indlandsklit er en naturtype, der findes på steder, hvor flyvesand har dannet klitter langt inde i landet. Blandt de planter, som oftest findes på disse klitter, er Visse-arterne de mest karakteristiske. Visse-indlandsklit en naturtype i Natura 2000-netværket, med nummeret 2310.

## Dannelsesforhold
Visse-indlandsklitter opstår på flyvesand, når det danner indlandsklitter. Dette sand stammer fra udvaskede istidsaflejringer inde i landet, så derfor er jorden meget fattig på kalk og næringsstoffer. Til gengæld betyder det varme og tørre klima, at specielle arter for særligt gunstige leveforhold. I mange tilfælde er indlandsklitterne opstået efter generationers udpining af lette sandjorde. Når jorden lå blottet for vegetation, var det kun et spørgsmål om tid, før en storm fremkaldte en sandflugt, der sluttede med skabelsen af et klitlandskab

## Plantevækst
Vegetationen på disse klitter er præget af, at flyvesandet i forvejen var udpint for kalk og plantenæringsstoffer. Derfor består den af lave buske og nøjsomme urter. De typiske planter på denne naturtype er:
- Almindelig Blåtop (Molinia caerulea)
- Almindelig Revling (Empetrum nigrum)
- Almindelig Sandskæg (Corynephorus canescens)
- Bølget Bunke (Deschampsia flexuosa)
- Engelsk Visse (Genista anglica)
- Hedelyng (Calluna vulgaris)
- Håret Visse (Genista pilosa)
- Havtorn (Hippophaë rhamnoides)
- Nikkende Kobjælde (Anemone pratensis)
- Smalbladet Timian (Thymus serpyllum)

## Dyreliv
Dyrearterne er tilpasset de lysåbne biotoper, som findes på indlandsklitterne. Det lette sand er hurtigt opvarmet om foråret, og det samme gælder om morgenen. Den tynde, åbne vegetation bedrager yderligere til dette, sådan at klitterne har steder med et meget specielt mikroklima.
- Europæisk hare (Lepus europaeus)
- Gul engmyre (Lasius flavus)
- Hugorm (Vipera berus)
- Løgfrø (Pelobates fuscus)
- Markfirben ( Lacerta agilis)
- Rødrygget Tornskade (Lanius collurio)
- Rød ræv (Vulpes vulpes)
- Skovfirben (Zootoca vivipara)
- Stålorm (Anguis fragilis)